# 艾丽斯·阿奇
艾丽斯·阿奇（英語：Alice Arch，1994年1月5日—），澳大利亚女子赛艇运动员。她曾代表澳大利亚参加美国萨拉索塔举行的2017年世界赛艇锦标赛，获得女子轻量级四人双桨银牌。